# Santo Domingo Ingenio
Santo Domingo Ingenio es una población del estado de Oaxaca, en el suroeste de México. Es parte del Distrito de Juchitán, en el oeste de la región del Istmo de Tehuantepec.

## Medio ambiente
El municipio tiene una superficie de 354,68 km², a una altitud promedio de 40 metros sobre el nivel del mar. El terreno es generalmente plano, parte de la llanura costera del Pacífico del Istmo, con algunas colinas en la parte norte. Algunos arroyos fluyen hacia el norte, que alimenta el río Coatzacoalcos, mientras que el río Chicapa fluye hacia el sur hacia la Laguna Superior. El clima es cálido, con una precipitación anual promedio de 1050 mm, más pesada en el verano. La flora incluye guanacaste, ceiba, teposcohuite, árboles frutales y pastos. La fauna silvestre incluye armadillo, conejo, coyote, tlacuache y aves comunes a la región.

## Economía
La ciudad está situada en la carretera Pan-Americana, que conecta a Santiago Niltepec y Juchitán de Zaragoza. A partir de 2005, el municipio contaba con 2,033 hogares con una población total de 7,299 personas de las cuales 465 hablaban una lengua indígena. La principal actividad económica es la agricultura, con cultivos como el maíz, el sorgo, el maní, sandía, melón, camote, pepino, calabaza, sésamo y caña de azúcar. La comunidad cuenta con una fábrica de azúcar. Los agricultores también crían ganado vacuno, cabras, cerdos.